# Jonathan Conricus
Jonathan Conricus (hebreiska: ג'ונתן קונריקוס), född 1979 i Jerusalem, är en israelisk överstelöjtnant som hösten 2023 var internationell presstalesman för Israels försvarsmakt. Detta sammanföll med Hamas attack mot Israel i oktober samma år.

## Biografi
Conricus föddes i Jerusalem av en svensk far och en israelisk mor. Bara några månader senare flyttade familjen till Malmö i Sverige, först till Hyllie och sedan Djupadal. Conricus tillbringade de efterföljande 13 åren i Sverige, innan familjen flyttade tillbaka till Israel. Han påbörjade militärtjänstgöring vid 18 års ålder och arbetade inom Israels försvarsmakt fram till 2021.
Conricus har också arbetat för Förenta nationerna och var kontaktperson för FN:s fredsbevarande styrkor för Libanon och Golanhöjderna i Syrien. Han tillbringade också en del tid på Förenta nationernas högkvarter i New York i USA. 

### Presstalesman för Israels försvarsmakt
När Hamas attackerade Israel i oktober 2023 blev Conricus inkallad som reservist, för att tjänstgöra som internationell presstalesman. Han hade samma position 2021 när relationerna mellan Israel och Hamas försämrades och oroligheter blossade upp. Conricus har synts, hörts och blivit omnämnd i internationella medier såsom Bild, BBC, ABC (USA), Sveriges Television, CBS News, Deutsche Welle, Dagens Nyheter, Svenska Dagbladet, CNN och australiska ABC.